# Episodi di Bravo Dick (settima stagione)
La settima stagione della serie televisiva Bravo Dick è stata trasmessa in anteprima negli Stati Uniti d'America dalla CBS tra il 24 ottobre 1988 e il 22 maggio 1989.
| nº | Titolo originale                  | Titolo italiano | Prima TV USA     | Prima TV Italia |
| -- | --------------------------------- | --------------- | ---------------- | --------------- |
| 1  | Town Without Pity                 |                 | 24 ottobre 1988  |                 |
| 2  | Apples, Apples, Apples            |                 | 31 ottobre 1988  |                 |
| 3  | This Blood's for You              |                 | 14 novembre 1988 |                 |
| 4  | I Married Dick                    |                 | 21 novembre 1988 |                 |
| 5  | Goonstruck                        |                 | 12 dicembre 1988 |                 |
| 6  | I Came, I Saw, I Sat              |                 | 19 dicembre 1988 |                 |
| 7  | Twelve Annoyed Men and Women      |                 | 9 gennaio 1989   |                 |
| 8  | Home for the Holidays             |                 | 16 gennaio 1989  |                 |
| 9  | Shoe Business Is My Life          |                 | 23 gennaio 1989  |                 |
| 10 | George and the Old Maid           |                 | 6 febbraio 1989  |                 |
| 11 | Hi, Society                       |                 | 13 febbraio 1989 |                 |
| 12 | Cupcake on My Back                |                 | 20 febbraio 1989 |                 |
| 13 | Another Saturday Night            |                 | 27 febbraio 1989 |                 |
| 14 | The Nice Man Cometh               |                 | 13 marzo 1989    |                 |
| 15 | One and a Half Million Dollar Man |                 | 20 marzo 1989    |                 |
| 16 | The Little Match Girl             |                 | 27 marzo 1989    |                 |
| 17 | Buy, Buy Blues                    |                 | 10 aprile 1989   |                 |
| 18 | Message from Michael              |                 | 24 aprile 1989   |                 |
| 19 | Homes and Jo-Jo                   |                 | 1º maggio 1989   |                 |
| 20 | Georgie and Bess                  |                 | 8 maggio 1989    |                 |
| 21 | Murder at the Stratley            |                 | 15 maggio 1989   |                 |
| 22 | Malling in Love Again             |                 | 22 maggio 1989   |                 |